# 纪博伟
纪博伟（法語：Benoît Guidée，直译伯努瓦·吉代，1971年11月27日—），法国外交官，历任法国在台协会主任、法国驻上海总领事。

## 生平
1971年11月27日，纪博伟生于巴黎。1991年毕业于巴黎政治大学。1991年至1995年，就读于法国国家东方语言文化学院，获得中文学位。纪博伟精通英语、中文和越南语。
纪博伟的外祖父是法国著名园艺工程师让·拉博雷。

### 外交工作
纪博伟1995年至2000年在越南河内任职。2000年至2002年，回国在法国外交部亚澳司工作。2002年至2006年，他在法国驻华大使馆任二秘。2005年至2007年，回国在法国外交部国际司任职。2007年至2010年，先后任法国常驻联合国代表团二秘、一秘。2010年至2011年，调任驻日本大使馆文化参赞。2011年至2012年，任法国外交部亚澳司东亚事务副司长。洛朗·法比尤斯任法国外长期间，纪博伟于2012年5月至2015年8月担任外长亚洲和美洲事务顾问。
2015年9月至2019年9月，任法国在台协会主任。2019年6月25日获任命调任驻上海总领事。离任前，由中华民国外交部政务次长谢武樵颁发紫色大绶景星勋章。
2019年9月2日起，正式就任法国驻上海总领事。

## 荣誉

### 法国勋章奖章
- 外交荣誉银奖章（法语：Médaille d'honneur des affaires étrangères）（外交部，2011年11月8日批准[7] ）
- 国家功绩骑士勋章（2011年11月14日批准[8] ）

### 外国勋章奖章
- 紫色大绶景星勋章（中华民国，2019年8月21日批准[9][6]）